# Rede 41
Rede  41 é uma emissora de televisão brasileira sediada em Limeira, porém concessionada em Pirassununga, ambas cidades do estado de São Paulo. Operava no canal 58 (41 UHF digital), e não mantém afiliações. Seus estúdios estão no Jardim Adélia Cavicchia Grotta em Limeira, e sua antena de transmissão está no Jardim das Laranjeiras em Pirassununga, até 21 de abril de 2020, chamava-se TV Mix Regional.
Em outubro de 2020, o empresário Rinaldi Faria, criador da marca Patati Patatá, comprou a emissora junto à TV Eldorado.

Antigo logotipo da emissora, utilizado até 2020